# 모리타니안
《모리타니안》(영어: The Mauritanian)는 2021년 개봉한 영화로, 관타나모만 수용소를 배경으로 한다. 케빈 맥도널드 감독이 연출했고, 조디 포스터, 타하르 라힘, 셰일린 우들리, 베네딕트 컴버배치가 출연했다.
모리타니안은 STXfilms를 통해 2021년 2월 12일 미국에서 개봉되었다. 코로나19 대유형으로 인해 모든 영화관이 문을 닫은 영국에서는 계획된 영화관 개봉이 취소되고 영화가 2021년 4월 1일 아마존 프라임 비디오에서 초연되었다.

## 줄거리
2001년 9.11 테러 이후, 모리타니에 살던 모하메두 울드 슬라히는 미국인들과 이야기하자는 현지 경찰의 제안에 동의하고 함께 떠난다. 2005년, 미국 변호사 낸시 홀랜더는 모하메두의 가족으로부터 그가 3년 전 체포된 후 행방불명되었으며, 관타나모 수용소에 수감되어 9.11 테러의 주모자 중 한 명으로 지목되었다는 소식을 듣는다. 낸시는 과거 사건으로 인해 보안 허가를 받았기 때문에 이 사건을 조사하기로 한다.
한편, 해병대 검사 스튜어트 카우치는 상부로부터 모하메두 사건을 맡으라는 지시를 받는다. 상부는 모하메두가 90년대 알카에다와 싸웠고 독일에서 테러리스트를 모집했으며, 심지어 스튜어트의 친구가 탑승한 비행기를 공격한 테러리스트를 모집한 장본인이라고 주장한다.
낸시와 동료 변호사 테리는 관타나모로 가서 모하메두를 만난다. 모하메두는 낸시와 테리를 자신의 변호사로 선임한다. 스튜어트는 팀에게 모하메두에 대한 정보를 뒷받침할 자료를 조사하라고 지시한다. 낸시는 모하메두의 편지를 통해, 스튜어트는 공식 기록을 통해 모하메두가 수감 중에 고문과 성폭행을 포함한 가혹 행위를 당했다는 사실을 알게 된다. 또한, 모하메두가 어머니를 보호하고 고문을 멈추기 위해 테러리스트라는 거짓 자백을 했다는 사실도 밝혀진다. 스튜어트는 이에 분노하며 사건에서 손을 뗀다.
2009년 12월, 법정에서 모하메두는 화상 연결을 통해 증언한다. 2010년 3월, 그는 석방 명령을 받았다는 소식을 듣지만, 정부의 항소로 실제 석방까지 7년이 더 걸린다. 그의 어머니는 2013년에 사망하여 재회하지 못한다. 모하메두는 14년 동안 아무런 기소 없이 수감된 후 2016년에 마침내 석방된다.
영화는 모하메두가 모리타니로 돌아가는 실제 영상을 보여주며 마무리된다. 이후 모하메두는 미국인 변호사와 결혼하여 아들을 낳았지만, 아직 가족과 함께 살지 못하고 있다. 낸시와 테리는 여전히 부당함에 맞서 싸우고 있으며, 모하메두는 그들에게 아랍어로 이름이 새겨진 목걸이를 선물한다.

## 출연진
- 조디 포스터 - 낸시 홀랜더 역
- 타하르 라힘 - 모하메두 울드 살라히 역
- 셰일린 우들리 - 테리 덩컨 역
- 베네딕트 컴버배치 - 스튜어트 카우치 중령 역
- 재커리 리바이 - 닐 버클랜드 역
- 사메르 우스마니 - 아르준 역
- 코리 존슨 - 빌 사이들 역
- 드니 메노셰 - 이매뉴얼 역
- 데이비드 핀 - 켄트 역

## 수상
- 제 78회 골든 글로브 시상식(여우조연상)